# Парлог
Парлог је југословенски филм снимљен 1974. године. Режирао га је Карољ Вичек по сценарију Ференца Деака.